# Birsteinius monticolus
Birsteinius monticolus är en kvalsterart som beskrevs av Wang och Shen 200. Birsteinius monticolus ingår i släktet Birsteinius och familjen Liacaridae. Inga underarter finns listade.